# Chiesa di San Nicola (Perinaldo)
La chiesa di san Nicola di Bari è un luogo di culto cattolico situato nel comune di Perinaldo, in provincia di Imperia. La chiesa è sede della parrocchia omonima del vicariato di Bordighera e Valle Nervia della diocesi di Ventimiglia-San Remo.

## Storia e descrizione

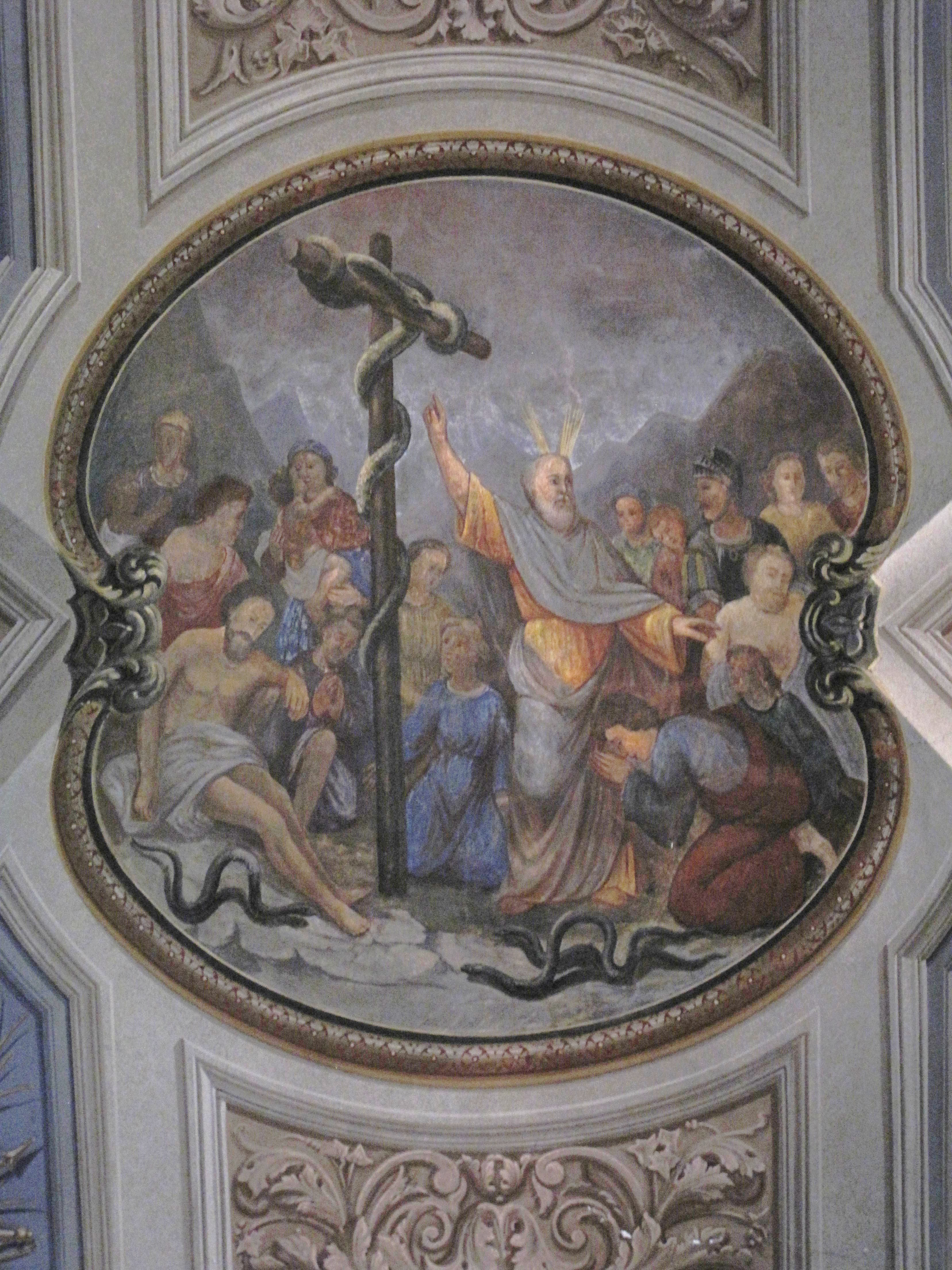
Particolare di un affresco della volta

Costruita su un precedente edificio dell'XI secolo, è stata ampliata tra il 1465 e il 1480 ad opera dei maestri antelami stanziati a Taggia. È documentata a Perinaldo, nel 1475, la presenza dell'architetto Filippo da Carlono, a cui è stata attribuita la progettazione del taggiasco convento di San Domenico.
Nel 1495 venne terminata probabilmente la facciata, come indicato dall'architrave in pietra scolpita, posta sopra l'entrata laterale di destra.
Nel 1660 venne completamente rinnovata secondo il nuovo gusto barocco, per opera dell'architetto Francesco Marvaldi, originario di Candeasco, una frazione di Borgomaro, ed è in quell'occasione che le colonne romaniche di pietra colombina vennero coperte dal pesante intonaco e aperte le nuove cappelle laterali. Nel 1672, a seguito dell'occupazione genovese del borgo, il campanile venne danneggiato, ma solo nel 1768 venne abbattuto e ricostruito nel punto dove oggi si trova. Nel 1829 la comunità si fa dono di un prezioso organo costruito interamente in loco dai mastri pistoiesi Giosuè Agati e figli, considerato il primo esemplare che i mastri pistoiesi collocarono nella diocesi di Ventimiglia-San Remo.
Nel 1887, a seguito del sisma che colpì Diano Marina e demolì Bussana, la facciata e l'abside della parrocchia di Perinaldo vennero gravemente danneggiati, mentre il campanile venne mozzato alla punta. Nel 1966, sotto la direzione del professor Nino Lamboglia, venne effettuato un radicale restauro dell'interno per riportare l'edificio all'originale aspetto romanico.
Al suo interno si conserva un pregevole crocifisso ligneo quattrocentesco datato tra il sesto e il settimo decennio del XV secolo, riconducibile ad un artista che ha operato nella Liguria di Ponente e che ha prodotto l'opera conservata nella chiesa di Nostra Signora della Consolazione di Ventimiglia. Preziosa è anche la tela donata dall'astronomo Giovanni Domenico Cassini all'altare del Suffragio nel 1672. Tale opera, proveniente dalla scuola del Guercino, è stata attribuita alla mano di Bartolomeo Gennari.